# فرودگاه لینز
فرودگاه لینز (به انگلیسی: Linz Airport) (به زبان بومی: Blue Danube Airport) یک فرودگاه همگانی با کد یاتا LNZ است که یک باند فرود آسفالت دارد و طول باند آن ۳۰۰۰ متر است. این فرودگاه در کشور اتریش قرار دارد و در ارتفاع ۲۹۸ متری از سطح دریا واقع شده است.

## شرکت‌های هواپیمایی و مقصدهای پروازی

### مسافری
The following airlines offer regular scheduled and charter flights at Linz Airport:
| شرکت‌های هواپیمایی                             | مقصدهای پروازی                                                                                |
| --------------------------------------------- | --------------------------------------------------------------------------------------------- |
| ایر قاهره                                     | چارتر فصلی: غردقه، مرسی عالم، شرم‌الشیخ                                                        |
| آسترین ایرلاینز                               | دوسلدورف، وین فصلی: هرینگسدورف چارتر فصلی: خانیا، ملی جزیره کارپتاس، جزیره کوس، رود، زاکینثوس |
| بلغارین ایر چارتر                             | چارتر فصلی: بورگاس                                                                            |
| یورو وینگز                                    | فصلی: پالما د مایورکا                                                                         |
| لوفت‌هانزا رجینال اجرا توسط لوفت‌هانزا سیتی‌لاین | فرانکفورت                                                                                     |
| رایان‌ایر                                      | استانستد لندن                                                                                 |
| سان اکسپرس                                    | چارتر فصلی: آنتالیا                                                                           |
| Small Planet Airlines                         | فصلی: هراکلین                                                                                 |

### باری
| شرکت‌های هواپیمایی                  | مقصدهای پروازی         |
| ---------------------------------- | ---------------------- |
| دی‌اچ‌ال اوییشن اجرا توسط DHL AIR UK | لایپزیگ/هال، لیوبلیانا |